# Dunstobst
Dunstobst ist die Bezeichnung für eine Obstkonserve, die – im Gegensatz zu Kompott – ohne Zuckerzusatz und mit nur wenig Aufguss hergestellt wird. Dunstobst wird in Dosen oder Gläsern durch Sterilisieren haltbar gemacht. Durch das Sterilisieren geht von dem Aroma der Frischfrüchte etwas verloren. Dunstobst wird meist als Kuchenbelag verwendet, es wird entweder zusammen mit dem Aufguss eingedickt oder nur abgetropft direkt auf den Kuchen gegeben.